# Carl Frederik Düring-Rosenkrantz
Carl Friederich (Frederik) lensbaron (von) Düring-Rosenkrantz, født Düring (født 2. februar 1792, død 3. januar 1876 på Damager ved Haderslev) var en dansk officer og embedsmand. Han var fader til Ernst Frederik Düring-Rosenkrantz.
Düring var søn af general Ernst Christoph Friederich von Düring og hustru født von Reden. Han blev 1812 sekondløjtnant à la suite i Slesvigske Rytterregiment, indtrådte 1814 i nummer, blev 1816 forsat til Prins Frederik Ferdinands Regiment lette Dragoner, hvor han 1824 blev karakteriseret premierløjtnant, 1830 virkelig premierløjtnant, 1839 karakteriseret ritmester, og hvorfra han 1842 fik sin afsked. Han var derefter postmester i Aarhus indtil 1854. Han var kammerjunker.
Den 3. november 1827 ægtede han på Constantinsborg Marie Elisabeth Dorothea baronesse Rosenkrantz (født 13. december 1797 på Willestrup, død 8. juli 1875 på Damager), som var datter af lensbaron Christian Rosenkrantz og  	Ida Vilhelmine komtesse Raben, og som efter sin søsters død i 1844 var arving til substitutionen for Baroniet Willestrup. Den 24. september 1845 blev Carl Frederik Düring optaget i den danske lensfriherrelige stand under navnet Düring-Rosenkrantz, hvorved baroniet overgik til hans slægt, som død uddøde med sønnen Ernst Frederik i 1890.